# 미드 시즌 인비테이셔널 2021
미드 시즌 인비테이셔널 2021(Mid-Season Invitational 2021)은 미드 시즌 인비테이셔널의 6번째 대회이다.

## 개요
- 주최 : 라이엇 게임즈
- 주관 : 라이엇 게임즈

### 방식
- 그룹 스테이지 : 풀 리그 경기 방식으로 진행, 각 조 1~2위팀이 럼블 스테이지에 진출
  - A조는 3팀이 출전하므로 팀 당 8번의 경기 진행
- 럼블 스테이지: 풀 리그 경기 방식으로 진행, 상위 4팀이 준결승에 진출
- 결승 토너먼트 : 5전 3선승제

### 변경된 점
- 각 지역 스프링 시즌 우승한 11팀 모두 그룹 스테이지부터 진행.
- 리그명 변경 : 오세아니아(LCO)
- 미드 시즌 인비테이셔널 우승팀의 지역은 리그 오브 레전드 월드 챔피언십에서 추가 시드를 부여한다. 대회 마무리 후, 글로벌 파워 랭킹이 결정되며 만약 이 대회 우승팀의 지역이 글로벌 파워 랭킹 1위할 경우, 2위팀에게 추가 시드를 부여하게 된다.
- 2021년 4월 20일 코로나바이러스감염증-19의 여파로 인해 VCS(베트남) 스프링 시즌 우승팀인 GAM e스포츠의 불참으로 11팀으로 출전하여 구성 방식 변경 없이 그룹 스테이지 A조는 3팀으로 구성된다. 불참한 GAM e스포츠는 참가팀에 준하는 상금은 받는다.

### 일정
- 그룹 스테이지 : 5월 6일 (목) ~ 11일 (화)
- 럼블 스테이지 : 5월 14일 (금) ~ 18일 (화)
- 준결승 : 5월 21일 (금) ~ 22일 (토)
- 결승 : 5월 23일 (일)

### 경기장
- 아이슬란드 레이캬비크 뢰이가르달스회들 실내 스포츠 경기장

### 상금
- 총 상금 (USD) : $ 250,000 (기본 총 상금) + α
- 우승 : 총 상금의 30%
- 준우승 : 총 상금의 20%
- 3-4위 : 총 상금의 10%
- 5-6위 : 총 상금의 7%
- 7-9위 : 총 상금의 3.33%
- 10-11위 : 총 상금의 2%
- VCS : 총 상금의 2%

## 지역별 대표
참가팀 전부 그룹 스테이지부터 진행하므로 최근 2년 동안 세계 대회 성적에 따라서 시드가 나누어 진다.
| 팀                    | 약칭 | 지역  | 자격                                                        | 시드     |
| --------------------- | ---- | ----- | ----------------------------------------------------------- | -------- |
| DWG KIA               | DK   | LCK   | 리그 오브 레전드 챔피언스 코리아 2021 스프링 우승           | 1번 시드 |
| 로열 네버 기브 업     | RNG  | LPL   | 리그 오브 레전드 프로 리그 2021 스프링 우승                 | 1번 시드 |
| 매드 라이온스         | MAD  | LEC   | 리그 오브 레전드 유럽챔피언 챔피언십 2021 스프링 우승       | 1번 시드 |
| 클라우드9             | C9   | LCS   | 리그 오브 레전드 챔피언십 시리즈 2021 미드 시즌 쇼다운 우승 | 2번 시드 |
| PSG 탈론              | PSG  | PCS   | 퍼시픽 챔피언십 시리즈 2021 스프링 우승                     | 2번 시드 |
| 유니콘스 오브 러브    | UOL  | LCL   | 리그 오브 레전드 컨티넨탈 리그 2021 스프링 우승             | 3번 시드 |
| 패스트페이 와일드캣츠 | IW   | TCL   | 터키 챔피언십 리그 2021 윈터 우승                           | 3번 시드 |
| 질레트 인피니티       | INF  | LLA   | 라틴 아메리카 리그 2021 오프닝 우승                         | 3번 시드 |
| 펜타넷.GG             | PGG  | LCO   | 리그 오브 레전드 서킷 오세아니아 2021 스플릿 1 우승         | 4번 시드 |
| 데토네이션 포커스미   | DFM  | LJL   | 리그 오브 레전드 일본 리그 2021 스프링 우승                 | 4번 시드 |
| 페인 게이밍           | PNG  | CBLOL | 서킷 브라질리안 리그 오브 레전드 2021 서머 우승             | 4번 시드 |

## 그룹 스테이지

### A조
| 팀                 | 경기 | 승 | 패 | 결과          | 비고           |
| ------------------ | ---- | -- | -- | ------------- | -------------- |
| 로열 네버 기브 업  | 8    | 8  | 0  | 럼블 스테이지 |                |
| 펜타넷.GG          | 9    | 3  | 6  | 럼블 스테이지 | 순위 결정전 승 |
| 유니콘스 오브 러브 | 9    | 2  | 7  | 탈락          | 순위 결정전 패 |

| 대 진 표           | 대 진 표 | 대 진 표 | 대 진 표           | 일 정       | 일 정          | 최우수 선수           |
| ------------------ | -------- | -------- | ------------------ | ----------- | -------------- | --------------------- |
| 블루 진영          | 스코어   | 스코어   | 레드 진영          | 매치 번호   | 날짜           | 최우수 선수           |
| 로열 네버 기브 업  | 승       | 패       | 펜타넷.GG          | 1경기       | 2021년 5월 6일 | RNG Wei (Jungle)      |
| 펜타넷.GG          | 패       | 승       | 유니콘스 오브 러브 | 2경기       | 2021년 5월 6일 | UOL Nomanz (Mid)      |
| 펜타넷.GG          | 패       | 승       | 로열 네버 기브 업  | 3경기       | 2021년 5월 7일 | RNG Wei (Jungle)      |
| 유니콘스 오브 러브 | 패       | 승       | 로열 네버 기브 업  | 4경기       | 2021년 5월 7일 | RNG Ming (Support)    |
| 로열 네버 기브 업  | 승       | 패       | 유니콘스 오브 러브 | 5경기       | 2021년 5월 8일 | RNG Ming (Support)    |
| 유니콘스 오브 러브 | 패       | 승       | 펜타넷.GG          | 6경기       | 2021년 5월 8일 | PGG Praedyth (AD)     |
| 유니콘스 오브 러브 | 패       | 승       | 로열 네버 기브 업  | 7경기       | 2021년 5월 9일 | RNG Cryin (Mid)       |
| 유니콘스 오브 러브 | 승       | 패       | 펜타넷.GG          | 8경기       | 2021년 5월 9일 | UOL AHaHaCik (Jungle) |
| 로열 네버 기브 업  | 승       | 패       | 펜타넷.GG          | 9경기       | 2021년 5월 9일 | RNG Ming (Support)    |
| 로열 네버 기브 업  | 승       | 패       | 유니콘스 오브 러브 | 10경기      | 2021년 5월 9일 | RNG Wei (Jungle)      |
| 펜타넷.GG          | 승       | 패       | 유니콘스 오브 러브 | 11경기      | 2021년 5월 9일 | PGG Pabu (Jungle)     |
| 펜타넷.GG          | 패       | 승       | 로열 네버 기브 업  | 12경기      | 2021년 5월 9일 | RNG Xiaohu (Mid)      |
| 유니콘스 오브 러브 | 패       | 승       | 펜타넷.GG          | 순위 결정전 | 2021년 5월 9일 | PGG Decoy (Support)   |

### B조
| 팀                    | 경기 | 승 | 패 | 결과          | 비고 |
| --------------------- | ---- | -- | -- | ------------- | ---- |
| 매드 라이온스         | 6    | 5  | 1  | 럼블 스테이지 |      |
| PSG 탈론              | 6    | 4  | 2  | 럼블 스테이지 |      |
| 페인 게이밍           | 6    | 2  | 4  | 탈락          |      |
| 패스트페이 와일드캣츠 | 6    | 1  | 5  | 탈락          |      |

| 대 진 표              | 대 진 표 | 대 진 표 | 대 진 표              | 일 정     | 일 정           | 최우수 선수          |
| --------------------- | -------- | -------- | --------------------- | --------- | --------------- | -------------------- |
| 블루 진영             | 스코어   | 스코어   | 레드 진영             | 매치 번호 | 날짜            | 최우수 선수          |
| 패스트페이 와일드캣츠 | 패       | 승       | 페인 게이밍           | 1경기     | 2021년 5월 6일  | PNG tinowns (Mid)    |
| 매드 라이온스         | 승       | 패       | PSG 탈론              | 2경기     | 2021년 5월 6일  | MAD Kaiser (Support) |
| 패스트페이 와일드캣츠 | 패       | 승       | 매드 라이온스         | 3경기     | 2021년 5월 7일  | MAD Carzzy (AD)      |
| 페인 게이밍           | 패       | 승       | PSG 탈론              | 4경기     | 2021년 5월 7일  | PSG River (Jungle)   |
| 매드 라이온스         | 승       | 패       | 페인 게이밍           | 5경기     | 2021년 5월 8일  | MAD Carzzy (AD)      |
| PSG 탈론              | 승       | 패       | 패스트페이 와일드캣츠 | 6경기     | 2021년 5월 8일  | PSG River (Jungle)   |
| 매드 라이온스         | 패       | 승       | 패스트페이 와일드캣츠 | 7경기     | 2021년 5월 10일 | IW Serin (Mid)       |
| PSG 탈론              | 승       | 패       | 페인 게이밍           | 8경기     | 2021년 5월 10일 | PSG Maple (Mid)      |
| 패스트페이 와일드캣츠 | 패       | 승       | PSG 탈론              | 9경기     | 2021년 5월 10일 | PSG Doggo (AD)       |
| 페인 게이밍           | 패       | 승       | 매드 라이온스         | 10경기    | 2021년 5월 10일 | MAD Elyoya (Jungle)  |
| 페인 게이밍           | 승       | 패       | 패스트페이 와일드캣츠 | 11경기    | 2021년 5월 10일 | PNG brTT (AD)        |
| PSG 탈론              | 패       | 승       | 매드 라이온스         | 12경기    | 2021년 5월 10일 | MAD Humanoid (Mid)   |

### C조
| 팀                  | 경기 | 승 | 패 | 결과          | 비고 |
| ------------------- | ---- | -- | -- | ------------- | ---- |
| DWG KIA             | 6    | 5  | 1  | 럼블 스테이지 |      |
| 클라우드9           | 6    | 4  | 2  | 럼블 스테이지 |      |
| 데토네이션 포커스미 | 6    | 2  | 4  | 탈락          |      |
| 질레트 인피니티     | 6    | 1  | 5  | 탈락          |      |

| 대 진 표            | 대 진 표 | 대 진 표 | 대 진 표            | 일 정     | 일 정           | 최우수 선수        |
| ------------------- | -------- | -------- | ------------------- | --------- | --------------- | ------------------ |
| 블루 진영           | 스코어   | 스코어   | 레드 진영           | 매치 번호 | 날짜            | 최우수 선수        |
| DWG KIA             | 승       | 패       | 클라우드9           | 1경기     | 2021년 5월 6일  | DK Khan (Top)      |
| 질레트 인피니티     | 승       | 패       | 데토네이션 포커스미 | 2경기     | 2021년 5월 6일  | INF cody (Mid)     |
| 질레트 인피니티     | 패       | 승       | DWG KIA             | 3경기     | 2021년 5월 7일  | DK Ghost (AD)      |
| 데토네이션 포커스미 | 승       | 패       | 클라우드9           | 4경기     | 2021년 5월 7일  | DFM Aria (Mid)     |
| DWG KIA             | 승       | 패       | 데토네이션 포커스미 | 5경기     | 2021년 5월 8일  | DK BeryL (Support) |
| 클라우드9           | 승       | 패       | 질레트 인피니티     | 6경기     | 2021년 5월 8일  | C9 Perkz (Mid)     |
| 클라우드9           | 승       | 패       | DWG KIA             | 7경기     | 2021년 5월 11일 | C9 Blaber (Jungle) |
| 데토네이션 포커스미 | 승       | 패       | 질레트 인피니티     | 8경기     | 2021년 5월 11일 | DFM Evi (Top)      |
| DWG KIA             | 승       | 패       | 질레트 인피니티     | 9경기     | 2021년 5월 11일 | DK ShowMaker (Mid) |
| 클라우드9           | 승       | 패       | 데토네이션 포커스미 | 10경기    | 2021년 5월 11일 | C9 Perkz (Mid)     |
| 데토네이션 포커스미 | 패       | 승       | DWG KIA             | 11경기    | 2021년 5월 11일 | DK Canyon (Jungle) |
| 질레트 인피니티     | 패       | 승       | 클라우드9           | 12경기    | 2021년 5월 11일 | C9 Perkz (Mid)     |

## 럼블 스테이지
| 팀                | 경기 | 승 | 패 | 결과          | 비고 |
| ----------------- | ---- | -- | -- | ------------- | ---- |
| DWG KIA           | 10   | 8  | 2  | 결승 토너먼트 |      |
| 로열 네버 기브 업 | 10   | 7  | 3  | 결승 토너먼트 |      |
| PSG 탈론          | 10   | 6  | 4  | 결승 토너먼트 |      |
| 매드 라이온스     | 10   | 5  | 5  | 결승 토너먼트 |      |
| 클라우드9         | 10   | 3  | 7  | 탈락          |      |
| 펜타넷.GG         | 10   | 1  | 9  | 탈락          |      |

| 대 진 표          | 대 진 표 | 대 진 표 | 대 진 표          | 일 정     | 일 정           | 최우수 선수(POG)      |
| ----------------- | -------- | -------- | ----------------- | --------- | --------------- | --------------------- |
| 블루 진영         | 스코어   | 스코어   | 레드 진영         | 매치 번호 | 날짜            | 최우수 선수(POG)      |
| DWG KIA           | 패       | 승       | 로열 네버 기브 업 | 1경기     | 2021년 5월 14일 | RNG Ming (Support)    |
| 매드 라이온스     | 승       | 패       | 펜타넷.GG         | 2경기     | 2021년 5월 14일 | MAD Carzzy (AD)       |
| PSG 탈론          | 패       | 승       | DWG KIA           | 3경기     | 2021년 5월 14일 | DK ShowMaker (Mid)    |
| 로열 네버 기브 업 | 승       | 패       | 클라우드9         | 4경기     | 2021년 5월 14일 | RNG Wei (Jungle)      |
| PSG 탈론          | 승       | 패       | 펜타넷.GG         | 5경기     | 2021년 5월 14일 | PSG Kaiwing (Support) |
| 클라우드9         | 패       | 승       | 매드 라이온스     | 6경기     | 2021년 5월 14일 | MAD Elyoya (Jungle)   |
| 펜타넷.GG         | 패       | 승       | 로열 네버 기브 업 | 7경기     | 2021년 5월 15일 | RNG GALA (AD)         |
| DWG KIA           | 승       | 패       | 클라우드9         | 8경기     | 2021년 5월 15일 | DK ShowMaker (Mid)    |
| 매드 라이온스     | 패       | 승       | 로열 네버 기브 업 | 9경기     | 2021년 5월 15일 | RNG GALA (AD)         |
| 클라우드9         | 패       | 승       | PSG 탈론          | 10경기    | 2021년 5월 15일 | PSG Maple (Mid)       |
| 펜타넷.GG         | 패       | 승       | DWG KIA           | 11경기    | 2021년 5월 15일 | DK Khan (Top)         |
| 매드 라이온스     | 승       | 패       | PSG 탈론          | 12경기    | 2021년 5월 15일 | MAD Carzzy (AD)       |
| 클라우드9         | 승       | 패       | 펜타넷.GG         | 13경기    | 2021년 5월 16일 | C9 Blaber (Jungle)    |
| 로열 네버 기브 업 | 패       | 승       | PSG 탈론          | 14경기    | 2021년 5월 16일 | PSG Kaiwing (Support) |
| DWG KIA           | 승       | 패       | 매드 라이온스     | 15경기    | 2021년 5월 16일 | DK Canyon (Jungle)    |
| 로열 네버 기브 업 | 승       | 패       | 펜타넷.GG         | 16경기    | 2021년 5월 16일 | RNG Ming (Support)    |
| 클라우드9         | 패       | 승       | DWG KIA           | 17경기    | 2021년 5월 16일 | DK ShowMaker (Mid)    |
| PSG 탈론          | 승       | 패       | 매드 라이온스     | 18경기    | 2021년 5월 16일 | PSG Kaiwing (Support) |
| PSG 탈론          | 패       | 승       | 로열 네버 기브 업 | 19경기    | 2021년 5월 17일 | RNG Xiaohu (Top)      |
| 매드 라이온스     | 패       | 승       | DWG KIA           | 20경기    | 2021년 5월 17일 | DK ShowMaker (Mid)    |
| 클라우드9         | 승       | 패       | 로열 네버 기브 업 | 21경기    | 2021년 5월 17일 | C9 Blaber (Jungle)    |
| 펜타넷.GG         | 패       | 승       | 매드 라이온스     | 22경기    | 2021년 5월 17일 | MAD Humanoid (Mid)    |
| DWG KIA           | 승       | 패       | PSG 탈론          | 23경기    | 2021년 5월 17일 | DK ShowMaker (Mid)    |
| 펜타넷.GG         | 승       | 패       | 클라우드9         | 24경기    | 2021년 5월 17일 | PGG BioPanther (Top)  |
| 로열 네버 기브 업 | 승       | 패       | DWG KIA           | 25경기    | 2021년 5월 18일 | RNG Ming (Support)    |
| 펜타넷.GG         | 패       | 승       | PSG 탈론          | 26경기    | 2021년 5월 18일 | PSG Kaiwing (Support) |
| 로열 네버 기브 업 | 패       | 승       | 매드 라이온스     | 27경기    | 2021년 5월 18일 | MAD Elyoya (Jungle)   |
| PSG 탈론          | 승       | 패       | 클라우드9         | 28경기    | 2021년 5월 18일 | PSG Hanabi (Top)      |
| DWG KIA           | 승       | 패       | 펜타넷.GG         | 29경기    | 2021년 5월 18일 | DK Khan (Top)         |
| 매드 라이온스     | 패       | 승       | 클라우드9         | 30경기    | 2021년 5월 18일 | C9 Fudge (Top)        |

## 결승 토너먼트
|  | 준결승전 | 준결승전          | 준결승전 |                  |    | 결승전  | 결승전 | 결승전 |  |
|  |          |                   |          |                  |    |         |        |        |  |
|  | 1st      | DWG KIA           | 3        |                  |    |         |        |        |  |
|  | 1st      | DWG KIA           | 3        |                  |    |         |        |        |  |
|  | 4th      | 매드 라이온스     | 2        |                  |    |         |        |        |  |
|  | 4th      | 매드 라이온스     | 2        |                  | W2 | DWG KIA | 2      |        |  |
|  |          |                   |          |                  | W2 | DWG KIA | 2      |        |  |
|  |          |                   | W1       | 로열 네버 기브업 | 3  |         |        |        |  |
|  | 2nd      | 로열 네버 기브 업 | W1       | 로열 네버 기브업 | 3  | 3       |        |        |  |
|  | 2nd      | 로열 네버 기브 업 |          |                  |    |         |        |        |  |
|  | 3rd      | PSG 탈론          | 1        |                  |    |         |        |        |  |

### 준결승전
| 대 진 표            | 대 진 표 | 대 진 표 | 대 진 표            | 세트 결과 및 최우수 선수(POG) | 세트 결과 및 최우수 선수(POG) | 세트 결과 및 최우수 선수(POG) | 세트 결과 및 최우수 선수(POG) | 세트 결과 및 최우수 선수(POG) | 일 정           |
| 럼블 스테이지 2/1위 | 스코어   | 스코어   | 럼블 스테이지 3/4위 | 1세트                         | 2세트                         | 3세트                         | 4세트                         | 5세트                         | 일 정           |
| ------------------- | -------- | -------- | ------------------- | ----------------------------- | ----------------------------- | ----------------------------- | ----------------------------- | ----------------------------- | --------------- |
| 로열 네버 기브 업   | 3        | 1        | PSG 탈론            | RNG GALA (AD)                 | PSG Maple (Mid)               | RNG GALA (AD)                 | RNG GALA (AD)                 | X                             | 2021년 5월 21일 |
| DWG KIA             | 3        | 2        | 매드 라이온스       | DK Ghost (AD)                 | MAD Carzzy (AD)               | MAD Armut (Top)               | DK ShowMaker (Mid)            | DK Khan (Top)                 | 2021년 5월 22일 |

#### 결승전
| 대 진 표            | 대 진 표 | 대 진 표 | 대 진 표            | 세트 결과 및 최우수 선수(POG) | 세트 결과 및 최우수 선수(POG) | 세트 결과 및 최우수 선수(POG) | 세트 결과 및 최우수 선수(POG) | 세트 결과 및 최우수 선수(POG) | 일 정           |
| 준결승 2경기 승리팀 | 스코어   | 스코어   | 준결승 1경기 승리팀 | 1세트                         | 2세트                         | 3세트                         | 4세트                         | 5세트                         | 일 정           |
| ------------------- | -------- | -------- | ------------------- | ----------------------------- | ----------------------------- | ----------------------------- | ----------------------------- | ----------------------------- | --------------- |
| DWG KIA             | 2        | 3        | 로열 네버 기브 업   | RNG Cryin (Mid)               | DK Khan (Top)                 | RNG GALA (AD)                 | DK Khan (Top)                 | RNG GALA (AD)                 | 2021년 5월 23일 |

## 최종 순위
- 상금규모 : $ 250,000 (기본 상금 및 크라우드 펀딩 수익의 25% 미적용)
- 순위 결정전은 최종 성적에 포함되지 않는다.

| 순위                   | 상금 (USD) | 리그  | 팀명                  | 승 | 패 |
| ---------------------- | ---------- | ----- | --------------------- | -- | -- |
| 우승                   | $ 75,000   | LPL   | 로열 네버 기브 업     | 21 | 6  |
| 준우승                 | $ 50,000   | LCK   | DWG KIA               | 18 | 8  |
| 준결승에서 탈락        |            |       |                       |    |    |
| 3위                    | $ 25,000   | LEC   | 매드 라이온스         | 12 | 9  |
| 4위                    | $ 25,000   | PCS   | PSG 탈론              | 11 | 9  |
| 럼블 스테이지에서 탈락 |            |       |                       |    |    |
| 5위                    | $ 17,500   | LCS   | 클라우드 9            | 7  | 9  |
| 6위                    | $ 17,500   | LCO   | 펜타넷.GG             | 3  | 15 |
| 그룹 스테이지에서 탈락 |            |       |                       |    |    |
| 7위                    | $ 8,325    | CBLOL | 페인 게이밍           | 2  | 4  |
| 7위                    | $ 8,325    | LJL   | 데토네이션 포커스미   | 2  | 4  |
| 7위                    | $ 8,325    | LCL   | 유니콘스 오브 러브    | 2  | 6  |
| 10위                   | $ 5,000    | TCL   | 패스트페이 와일드캣츠 | 1  | 5  |
| 10위                   | $ 5,000    | LLA   | 질레트 인피니티       | 1  | 5  |

## 논란 및 사건사고

### 준결승 일정 배정 논란
럼블 스테이지 종료 이후 1위는 DWG KIA, 2위는 로열 네버 기브 업, 3위는 PSG 탈론, 4위는 매드 라이온스가 되었다. 상대 결정권을 가지고 있던 DWG KIA는 매드 라이온스를 선택하였는데, 이후 일정 발표에서 DWG KIA의 준결승이 5월 22일으로 배정되었다고 발표가 되었다. 그러나 결승이 5월 23일인 점을 고려하였을 때, 이러한 날짜 배정은 비상식적이다. 이후 일정에 대한 결정이 라이엇 코리아가 아닌 라이엇 글로벌의 결정임이 밝혀지게 된다. MSI 공식 룰셋 7.1항에 따르면, 매치 스케줄은 사무국의 재량으로 변경될 수 있다고 한다. 이후 라이엇 글로벌이 코로나바이러스감염증-19로 인해 여러 일정과 영향을 고려하여 해당 일정을 선택하였다고 해명했지만 그 근거가 부족하여 비판을 받고 있다.

라이엇 게임즈에서 다시 한 번 해명이 있었는데 라이엇 게임즈 e스포츠 운영 디렉터인 톰 마텔에 따르면 중국으로 가는 모든 승객은 반드시 출발 전 48시간 이내에 혈청 항체 검사를 해야 하기 때문에 준결승 2일차인 토요일에 진단소 방문하여 채혈하고 당일 경기를 진행하기가 어렵다고 전했다. 토요일 검진을 안하고 대체 항공편을 찾아봤으나 적합한 항공편을 찾을 수 없었다고 해명하였다.

## 같이 보기
- 미드 시즌 인비테이셔널 2021 선수 명단